# Съюз на българите фашисти
Съюзът на българите фашисти (до 1928 г. – Съюз на българите) е крайнодясна фашистка обществена организация в България след 1926 година.

## История
Основана е на 14 декември 1926 г. от Крум Митаков като продължител на по-ранния Съюз на бойците. Организацията съчетава национализъм и отхвърляне на парламентарната демокрация и стопанския либерализъм с антикомунизъм, антимасонство и ксенофобия. Съюзът на българите фашисти наброява около 1000 членове и остава с ограничено влияние в крайната десница, в сравнение с организации като Български народен съюз „Кубрат“ и Съюз „Българска родна защита“. Изпитваща и сериозни финансови трудности, организацията прекратява дейността си към края на 1932 г.